# 哥德堡商业经济与法律学院
哥德堡商业经济与法律学院（瑞典語：Handelshögskolan vid Göteborgs universitet）是创立于1923年的瑞典公立学院，从属于哥德堡大学，现任院长为罗尔夫·沃尔夫（Rolf Wolff）。该学院目前有职员大约500人，学生大约7000人。哥德堡商业经济与法律学院是瑞典境内仅有的三个拥有歐洲質量改善系統认证的商学院之一，其余两个是斯德哥尔摩商学院和隆德大学的商学院。
57°41′50″N 11°57′40″E / 57.697222222222°N 11.961111111111°E